# 駐韓聯合國軍法國營廣場
48°51′14″N 2°21′24″E / 48.85389°N 2.35667°E
駐韓聯合國軍法國營廣場（法語：Place du Bataillon-Français-de-l'ONU-en-Corée）是法國巴黎的一座廣場，位在該市第4區內的聖傑維斯地區，名稱來自1950年－1953年韓戰期間赴韓國作戰的聯合國軍法國營，於1984年在巴黎市政當局令下完成定名。廣場中的紀念碑則於1989年增設，雕刻成朝鮮半島的形狀，除了韓戰以外，碑文上也紀念了該部隊在印度支那半島和阿爾及利亞的殉職官兵。

## 位置及格局
駐韓聯合國軍法國營廣場為一個東西狹長的四方形，東側為瑪利橋，西側可通往路易-菲利普橋，南側為平行於塞納河河岸的市政廳碼頭，北側則隔著市政廳路與巴黎國際藝術村大樓相望。廣場上除了有通往巴黎地鐵7號線瑪利橋站的入口之外，亦設有一座「聯合國營花園」（Jardin du Bataillon-de-l'ONU），可供遊客佇足、休憩。

## 沿革

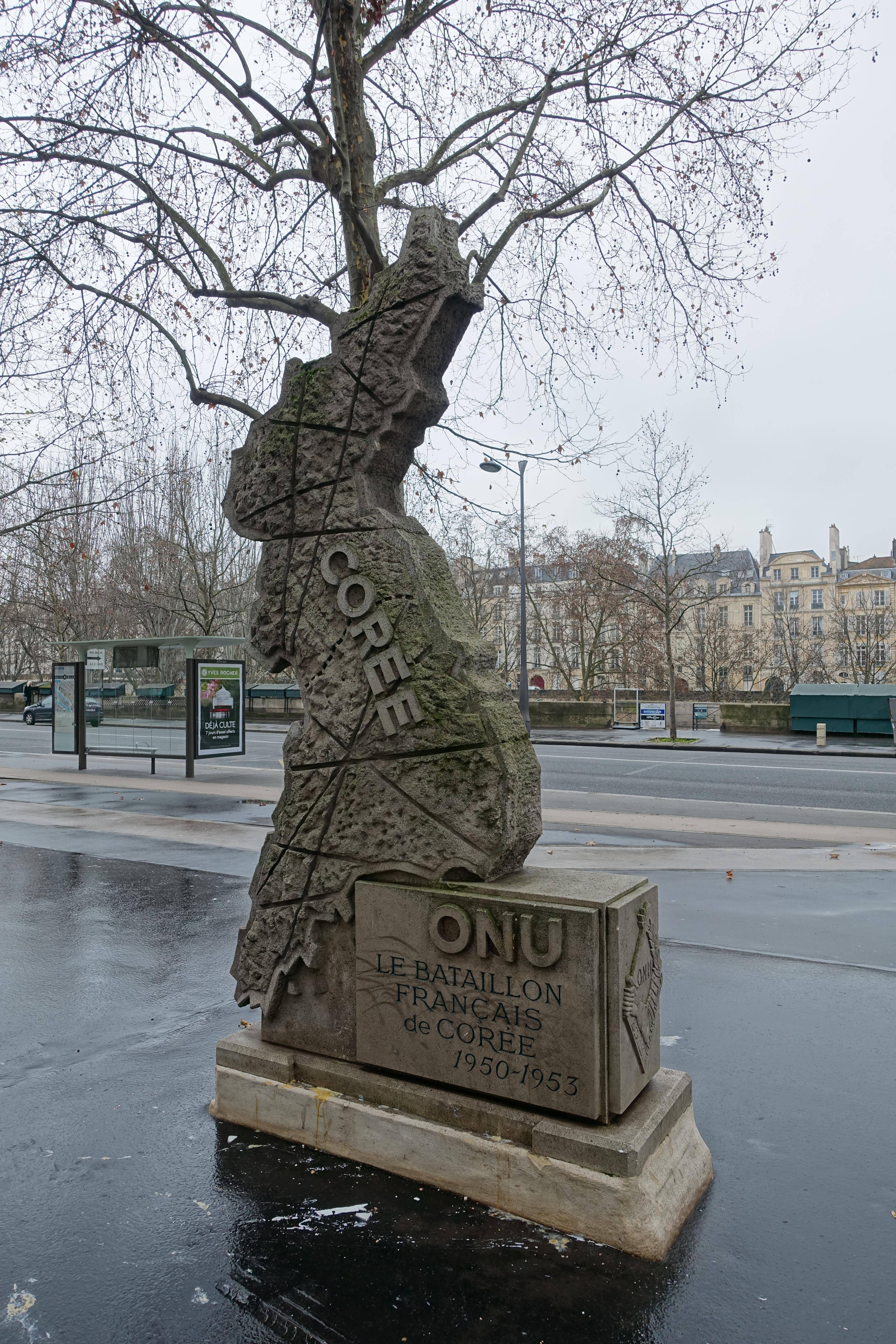
法國營廣場中的紀念碑，碑體為朝鮮半島的形狀，底部碑文則寫著「聯合國」和「駐韓法國營，1950－1953」

1950年6月25日韓戰爆發，法國繼美國、英國等國家之後出兵支援半島南方的大韓民國，而法國營便是依據聯合國決議文而進行部署的一支地面部隊。當其於1950年11月登陸釜山、經歷了前期戰鬥之後，便附編到美國陸軍第2步兵師的序列之下，戰爭期間先後有3,421位法軍軍人加入該營作戰。1953年7月朝鮮停戰協定簽署，法國營也於該月開赴印度支那半島作戰，並擴編為兵力滿兩個營的「韓國團」（Régiment de Corée），由法軍第100機動群（Groupement Mobile nº 100）所轄。直至1955年7月調往阿爾及利亞為止，這支部隊的兵力均駐在越南境內。
1984年，市長任內的巴黎為了紀念法國營參與韓戰，而通過該年10月12日發布的市令，正式將市政廳路及瑪利橋交界處的地帶命名為「駐韓聯合國軍法國營廣場」。1989年6月23日時，位於廣場上的韓戰紀念碑也落成啟用，並由立碑的聯合國進行管理。駐韓聯合國軍法國營廣場上的紀念碑高約2公尺，碑體的外形為朝鮮半島的輪廓，下方的基石於北面刻有聯合國的法語縮寫及（駐韓法國營，1950－1953）之字樣，西面雕上法國營的部隊隊徽，南面則寫著如下碑文：
|  | （中文譯意：獻給我們的死者——韓國、印度支那、阿爾及利亞） |

2014年，廣場上的聯合國營花園實施了翻新。園區內種植有樺木和由花朵點綴的草地，藉此與紀念碑搭配，除此之外還有供民眾使用的長椅及其他遊樂設施。